# Манівецька сільська рада
Маніве́цька сільська́ ра́да — адміністративно-територіальна одиниця та орган місцевого самоврядування у Красилівському районі Хмельницької області. Адміністративний центр — село Манівці.

## Загальні відомості
- Населення ради: 648 осіб (станом на 2001 рік)

## Населені пункти
Сільській раді підпорядковані населені пункти:
- с. Манівці

## Склад ради
Рада складалася з 12 депутатів та голови.
- Голова ради: Дячук Ігор Анатолійович
- Секретар ради: Судобіцький Віктор Володимирович

### Керівний склад попередніх скликань
| Прізвище, ім'я, по батькові | Основні відомості                                                               | Дата обрання | Дата звільнення |
| --------------------------- | ------------------------------------------------------------------------------- | ------------ | --------------- |
| Дячук Ігор Анатолійович     | Сільський голова, 1967 року народження, освіта середня спеціальна, безпартійний | 26.03.2006   | 31.10.2010      |
| Дячук Ігор Анатолійович     | Сільський голова, 1967 року народження, освіта середня спеціальна, безпартійний | 31.10.2010   |                 |

Примітка: таблиця складена за даними сайту Верховної Ради України

### Депутати
За результатами місцевих виборів 2010 року депутатами ради стали:

#### За суб'єктами висування
| Суб'єкт висування | Кількість обраних депутатів | %    |
| ----------------- | --------------------------- | ---- |
| Народна партія    | 5                           | 41,7 |
| Самовисування     | 5                           | 41,7 |
| Партія регіонів   | 2                           | 16,7 |

#### За округами
| № округу        | Прізвище, ім'я, по батькові      | Дата визнання обраним | Освіта             | Партійна приналежність | Відомості про обраного депутата                |
| --------------- | -------------------------------- | --------------------- | ------------------ | ---------------------- | ---------------------------------------------- |
| Народна Партія  |                                  |                       |                    |                        |                                                |
| 1               | Дячук Ніна Андріївна             | 01.11.2010            | середня спеціальна | позапартійна           | СТОВ ім. Мічуріна, бухгалтер                   |
| 2               | Ковальчук Наталія Іванівна       | 01.11.2010            | середня спеціальна | позапартійна           | СТОВ ім. Мічуріна, головний зоотехнік          |
| 4               | Гуляк Валентина Володимирівна    | 01.11.2010            | середня            | позапартійна           | СТОВ ім. Мічуріна, завідувач їдальнею          |
| 5               | Паска Анатолій Олексійович       | 01.11.2010            | середня            | позапартійний          | СТОВ ім. Мічуріна, завідувач фермою            |
| 7               | Рижук Катерина Анатоліївна       | 01.11.2010            | середня спеціальна | позапартійна           | СТОВ ім. Мічуріна, комірник                    |
| Партія регіонів |                                  |                       |                    |                        |                                                |
| 3               | Рижуук Віталій Васильович        | 01.11.2010            | середня спеціальна | позапартійний          | СТОВ ім. Мічуріна, бригадир тракторної бригади |
| 10              | Судобіцький Віктор Володимирович | 01.11.2010            | середня спеціальна | позапартійний          | Манівецька сільська рада, секретар             |
| Самовисування   |                                  |                       |                    |                        |                                                |
| 6               | Лямель Людмила Володимирівна     | 01.11.2010            | вища               | позапартійна           | Манівецька загальноосвітня школа, вчитель      |
| 8               | Рижук Оксана Анатоліївна         | 01.11.2010            | середня спеціальна | позапартійна           | Хмельницька Маслосирбаза, заготовач молока     |
| 9               | Судобіцька Галина Панасівна      | 01.11.2010            | середня спеціальна | позапартійна           | Манівецька сільська рада, головний бухгалтер   |
| 11              | Назаришин Андрій Вікторович      | 01.11.2010            | середня спеціальна | позапартійний          | СТОВ ім. Мічуріна, ветеринарний лікар          |
| 12              | Рижук Лариса Миколаївна          | 01.11.2010            | середня спеціальна | позапартійна           | Кременчуківська дільнича лікарня, фельдшер     |